# Sangue eletrônico
O sangue eletrônico é um sistema que bombeia um fluido eletrólito carregado com uma corrente elétrica e flui para os microprocessadores do computador.. O sangue eletrônico esfria e também distribui a eletricidade necessária para alimentar dispositivos eletrônicos. A tecnologia foi projetada para resolver o problema da densidade em áreas de informática, engenharia eletrônica e tecnologia da informação

## Aplicação
Uma equipe de pesquisadores criou um peixe robótico alimentado por um fluido de bateria que a equipe chamou de "robot blood" (sangue de robô), tomando um caminho altamente inovador para criar melhores robôs autônomos.  O líquido de dupla função incorpora baterias em todo o peixe robótico e opera com duas bombas - uma para as barbatanas peitorais e a segunda para a cauda. Desta forma, o líquido e as bombas agem como um coração, circulando o “sangue”. Esse tipo de abordagem permite que a máquina armazene mais energia em um espaço menor e opere por períodos mais longos sem a necessidade de baterias pesadas e pesadas.